# Henrik Gabriel Porthan
Henrik Gabriel Porthan, född den 8 (eller 9) november 1739 på Viitasaari prästgård i Tavastland, död den 16 mars 1804 i Åbo, var en finländsk universitetslärare och forskare. Porthan grundade Aurorasällskapet och är mest känd för eftervärlden som den finländska historiens fader. 
Föräldrar var kyrkoherden Sigfrid Porthan och Kristina Juslenius.

## Biografi

### Akademisk karriär
När Porthan var fem år gammal blev hans far, som var kyrkoherde, sinnessjuk. Porthan sändes då iväg för att bo hos sin farbror Gustaf Juslenius som var kyrkoherde i Kronoby i Österbottens län. Vid femton års ålder blev han student vid Kungliga Akademien i Åbo, år 1754. Han promoverades 1760 till filosofie magister och kallades 1762 till docent i vältalighet efter det att han utgett en disputation Revelationi quid debeat philosophia nostra. Han utnämndes 1764 till amanuens vid universitetsbiblioteket och 1772 till universitetsbibliotekarie. Han försörjde sig genom privatlektioner och undervisning vid en av honom jämte några vänner inrättad pensionsanstalt, tills han 1777 befordrades till eloquentiae professor, vilken plats han innehade till sin död. Endast en gång företog han en studieresa till utlandet, nämligen 1779, då han besökte norra Tysklands mest betydande universitetsstäder, bland andra Göttingen, och därefter, mot slutet av året, över Köpenhamn återvände han till hemlandet. Han kallades 1787 till medlem av Kungliga Vitterhets Historie och Antikvitets Akademien och 1796 av Vetenskapssocieteten i Uppsala, erhöll 1802 kansliråds titel och avled ogift.

### Humanist
Porthan upprätthöll som innehavare av eloquentiæ professuren den nyhumanistiska riktning, som företrädaren Henrik Hassel gett åt de latinska språkstudierna. Han betraktade latinet mindre från lingvistisk synpunkt än som ett medel för framställning i bunden och obunden form och som ett uttryck för den klassiska kulturen. Latinkunskapen blev från hans tid allmän. I fråga om poesien och vältaligheten värderade han de klassiska förebilderna, men skattade även högt folkpoesien och yrkade på diktkonstens föryngring. Han kan således räknas bland förromantikerna. Frans Michael Franzén, som av Porthan varmt omhuldades, erkände, att denne "bildat hans smak". Vid akademiska tillfällen författade han tal i versform, vanligen på latin, men någon gång även på svenska. Han behandlade, i synnerhet i enskilda föreläsningar, andra lärdomsgrenar, när helst sådant genom brist på lärarkrafter vid universitetet syntes vara nödvändigt. Lärdomshistoria, filosofi och historia var ofta ämnen för hans föredrag. I samband med sitt huvudämne upptog han arkeologi och numismatik; även grekiska ingick i hans kurser. För att göra studenterna bekant med vad som inträffade utomlands, brukade han om lördagarna uppläsa och kommentera veckans tidningar. Hans föreläsningar gjorde ett livligt intryck eftersom de var kryddade med träffande anmärkningar och anekdoter, i vilka hans mångsidiga lärdom och rika minne visade sig.

### Lärargärning
Sålunda blev Porthan en av de inflytelserikaste bland alla lärare, som verkat vid Finlands universitet. Noterbart är det inflytande han utövade som lärare i filosofi. Anhängare av en eklektisk filosofi, som enligt Lockes system stödde sig på erfarenhetens vittnesbörd och i sina moraliska konsekvenser ledde till en eudemonistisk uppfattning, bekämpade han med skärpa den nya, kantska filosofin, som redan genom Immanuel Kants och hans lärjungars dunkla framställningssätt syntes honom avskräckande. Han lyckades genom sina föreläsningar och disputationer för lång tid utestänga den kantska filosofin från Kungliga akademien i Åbo. På den teologiska bildningen utövade han ett stort inflytande. Han undervisade i teologins historia och den teologiska litteraturen samt sökte höja den andliga vältaligheten. I enlighet med sin filosofiska riktning var han, dock med mycken varsamhet, en anhängare av den neologiska teologin. 
En av Porthan utarbetad pedagogisk kurs trycktes inte, men spreds i handskrivna exemplar och verkade till undervisningsväsendets förbättring. Vid sidan av denna omfattande lärarverksamhet hade Porthan flera andra tjänster vid universitetet. Även sedan han avgått från sin plats som universitetsbibliotekarie, skötte han oavlåtligt som vikarie eller utan särskilt förordnande biblioteket, som han kallade sin "pupill". Biblioteket ordnades enligt den så kallade formalprincipen. Sitt enskilda bibliotek överlämnade han genom testamente till den allmänna samlingen. Han ökade universitetsbibliotekets bokförråd med sällsynta skrifter och grundlade universitetets myntkabinett. Han var mycket intresserad av universitetets invecklade ekonomiska angelägenheter. Till den nya universitetsbyggnaden som började byggas 1802, bidrog han genom att tillsammans med andra genomföra en insamling till en byggnadsfond och genom att med sitt inflytande påskynda företaget.

### Fennofilen
Medan Porthans lärarverksamhet omfattade flera olika vetenskapsgrenar, handlade hans forskning nästan uteslutande om fennofili, Finland, dess forntid, språk, litteratur och geografi. Som biblioteksamanuens och bibliotekarie hade han studerat all litteratur som fanns om Finland, och han samlade kontinuerligt nya notiser. Hans många resor för inspektion av akademiens hemman gav många möjligheter till detta. Den första frukten av dessa studier var avhandlingen De poesi fennica (utgiven i disputationer 1766–78, men inte avslutad), där han för första gången redogör för den finska runopoesins egendomliga karaktär och olika typer, och belyser framställningen med utdrag ur tryckta eller ännu på folkets läppar levande sånger, bland annat trollsånger. Han tog initiativ till den insamling av finska folksånger, som senare fullföljdes av Elias Lönnrot. Han var en av grundläggarna av den finsk-ugriska språkforskningen och fann vid sin behandling av kulturorden och trollsångerna den metod, som senare genomförts i den komparativa kulturordsforskningen och folkloristiken. Märkas kan de under hans presidium av K. Lencqvist utgivna disputationerna De superstitione veterum Fennorum theoretica et practica (1782). Han började behandla det finska språkets grammatik i avhandlingen De præcipuis dialectis linguæ fennicæ (1801), varav dock endast en disputationsdel utkom. Ett omfattande finskt etymologiskt lexikon var under utarbetning, men hann icke slutföras. Medan Porthan på dessa områden var en vägbrytare, som angav den riktning, i vilken efterföljarna skulle gå, var han i tillfälle att framlägga avslutade arbeten på den finska historieforskningens fält.

### Historikern

Medalj slagen över Gabriel Porthan 1839

Det finska universitetsbibliotekets öden skildrade han i Dissertatio historiam bibliothecæ regiæ academiæ aboensis exponens, som med "Appendix" utkom i 25 disputationer (1771–95). Hans huvudverk i Finlands historia, M. Pauli Juusten Chronicon episcoporum finlandensium, annotationibus et sylloge monumentorum illustratum (utgiven 1784–1800 i 56 disputationer), utgavs visserligen som en ny upplaga av Juustens biskopskrönika, men svällde ansenligt ut genom Porthans noter och kommentarer. Porthan utvecklade där hela sin historiska lärdom och meddelade i noter in extenso eller i utdrag en mängd för Finlands historia viktiga urkunder, varigenom denna disputationsserie blev en huvudkälla för Finlands äldre, i synnerhet kyrkliga, historia fram till senare hälften av 1500-talet. 
1796–1801 utgav Porthan i disputationer ett supplement till Celses "Bullarium" under titeln Ad recensionem Bullarii romano-sveogothici, a nob. a Celse editam, accessio. Likaså var det i disputationcr, som han under namn av Sylloge monumentorum ad illustrandam historiam fennicam pertinentium (1802–04, icke avslutad) publicerade en med god urskillning sammanställd samling av de viktigaste urkunderna rörande Finlands medeltidshistoria. Porthans förtjänst som historiker ligger såväl däri, att han var den förste, som fattade Finlands historia som ett självständigt forskningsområde, som däri, att han samlade och sorgfälligt granskade det huvudsakliga materialet för Finlands medeltidshistoria. Av bristen på tillgångar blev Porthan tvungen att välja  disputationsformen och att framlägga sin lärdom i latinsk dräkt samt i noter och till och med noter till noterna, vilket i synnerhet i hans "Chronicon" försvårar läsningen. Han hade i övrigt mera anlag för det skarpsinniga forskningsarbetet än för att i översiktlig, berättande form framlägga sina resultat. 
Hans inträdestal i Vitt. hist. o. ant. akad., Anmärkningar, rörande finska folkets läge och tillstånd vid den tiden, när det först lades under Svenska kronans vissa och varaktiga välde (1788, utgiven i fyra delar av akademiens handlingar 1795), är i formellt hänseende avrundat, men andra avhandlingar, såsom De bircarlis (1786, 1789), De antiqua gente quenorum (1788), Finlands historia under konung Christiern II:s regering (1800) med flera, är i detta avseende mindre fulländade. Hans uppfattning av den katolska kyrkans historiska roll är i viss mån begränsad, i det att han från sin rationalistiska ståndpunkt betecknar många av dess sedvanor som endast vidskepelse; men den pietet, varmed han omfattar förgångna tiders personligheter, hindrar honom dock att ensidigt bedöma den katolska kyrkans representanter i Finland. 
Porthans strängt kritiska metod var, genom hans lärjungar, länge efter hans död rådande i den finska historieforskningen. Under resor samt genom vänner och lärjungar insamlade Porthan ett rikt förråd notiser till Finlands geografi, som till stor del publicerades i Åbo tidning. Han granskade i de successiva upplagorna av Tunelds geografi kapitlen om Finland och genomförde i sjunde upplagan en omfattande omredigering, som blev av bestående värde. Han medverkade även till de finska kartorna i Samuel Gustaf Hermelins kartverk.

### Aurorasällskapet i Åbo

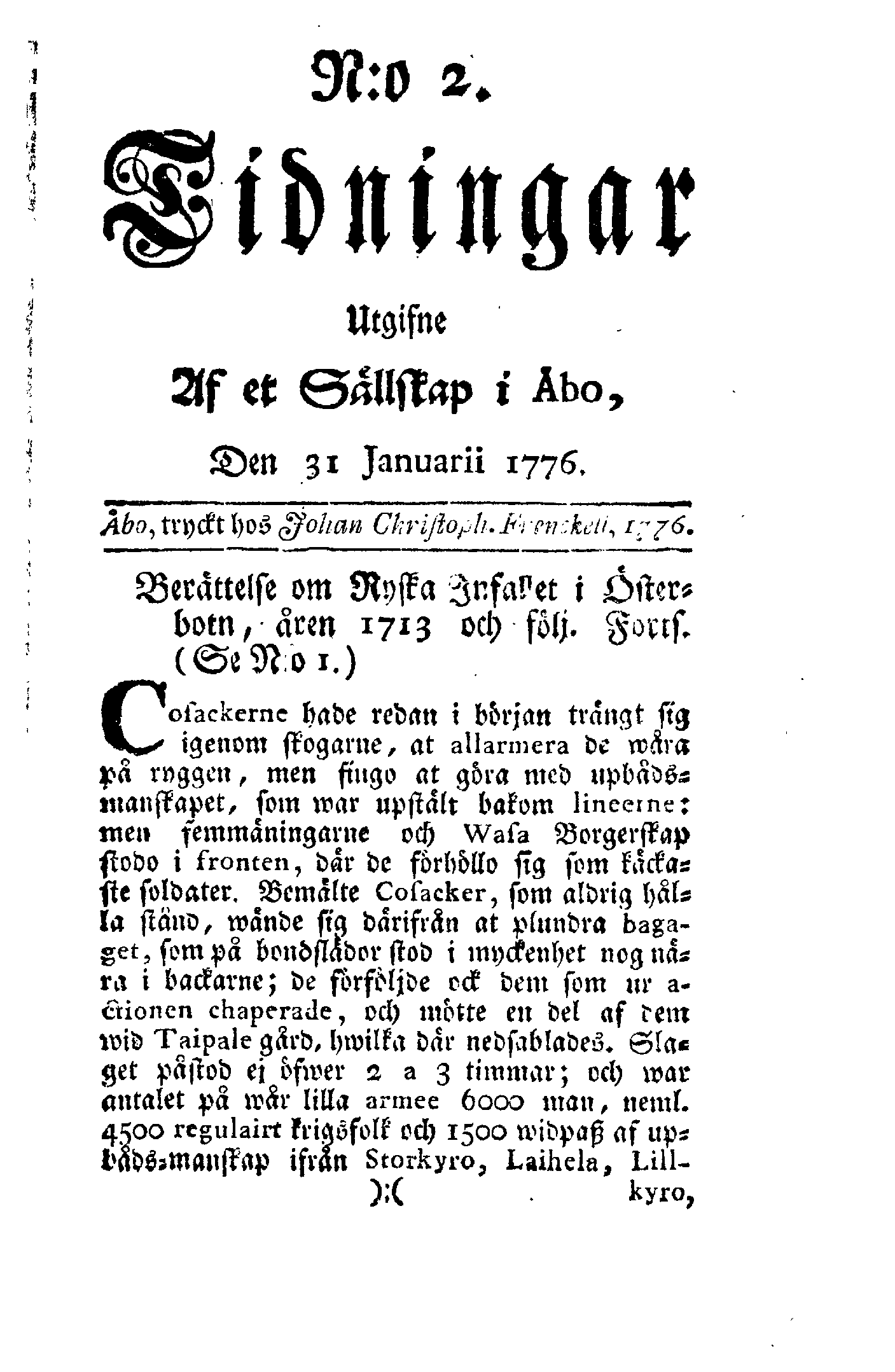
Finlands första tidning, Tidningar Utgifne Af et Sällskap i Åbo i ett exemplar från 31 januari 1776

Porthan var 1770 en av stiftarna av Aurorasällskapet i Åbo och verkade där på utbildningen av Abraham Niclas Clewbergs (Edelcrantz), Johan Henric Kellgrens och Jacob Tengströms poetiska stil. Han var huvudredaktör för det veckoblad, som publicerades under namn av Tidningar Utgifne Af et Sällskap i Åbo. Sedan företaget 1771–1778 fortgått, men därefter blivit avbrutet, återupptog han det 1782–1785 och medverkade, även sedan huvudledningen övergått i andra händer. Hans egna bidrag utgjordes av poetiska stycken, geografiska och historiska uppsatser och aktstycken, ekonomiska och moraliska betraktelser med mera. 1803 grundlade han jämte Jacob Tengström "Allmän litteraturtidning" med omfattande program, men denna förtjänstfulla publikation måste med årets slut upphöra till följd av vederbörandes skuggrädsla. Under Porthans presidium utkom 211 disputationer. Som brevskrivare var Porthan kort och nästan torr, men sakrik och synnerligen pålitlig. Till studenterna stod Porthan i ett faderligt förhållande. Han var kurator för Österbottniska nationen 1771–1777, inspektor för Borealiska nationen sedan 1778 och inspektor för Österbottniska nationen sedan 1779. Borealiska nationen lät 1799 slå en medalj över honom. 
Strävanden, som avsåg Finlands väl, kunde räkna på Porthans understöd och medverkan, även då de låg inom det rent praktiska livets område. Han deltog visserligen icke i Finska hushållningssällskapets grundläggning, men blev snart en av dess verksammaste medlemmar. År 1799 utnämndes han till medlem av den då tillsatta finska Strömrensningsdirektionen. Ett av hans projekt var att rensa Kuhmo älv och bygga en kanal, den så kallade Kravi kanal, som gick förbi de forsar som låg i mitten av älvens sträckning. 
Finland var föremålet för hans forskningar och hans verksamhet, men han älskade även Sverige med dess gamla samhällsskick, dess folkfrihet och starka kungamakt. Med vemod blickade han, som av hans brev framgår, mot framtiden, anande, att föreningen emellan Sverige och Finland inom kort skulle brytas. Han bedömde därför också med den största stränghet Göran Magnus Sprengtportens företag. Porthans byst, av Johan Tobias Sergel, avtäcktes i universitetet 1816, men förstördes vid Åbo brand 1827. Ett monument i brons över Porthan med hans staty, modellerad av Carl Eneas Sjöstrand, avtäcktes i Åbo 1864, intill domkyrkan i närvaro av bl.a. Elias Lönnrot, Uno Cygnæus och Johan Vilhelm Snellman. Den hade skulpturerats i Rom och gjuten i München. År 1884 restes en granitsten till hans minne i hans födelsebygd, Viitasaari. Vid universitetets minnesfest 23 nov. 1804 höll Jacob Tengström ett latinskt minnestal (tr. 1821).

## Utmärkelser
- Riddare av Nordstjärneorden[3]

[Redigera Wikidata]
Asteroiden 2333 Porthan är uppkallad efter honom.